# Das Blut eines Dichters
Das Blut eines Dichters ist ein mittellanger, experimenteller, französischer Spielfilm aus dem Jahre 1930 von Jean Cocteau.

## Handlung
Der Film ist in mehrere Abschnitte unterteilt.
Die Szenenabfolge beginnt mit einem Fabrikschornstein unmittelbar vor seinem Einsturz. Man sieht das Zimmer des Dichters, der sich als Zeichner versucht. Dieser skizziert, mit blankem Oberkörper und blonder Perücke, einen Kopf, dessen Mund auf einmal lebendig wird. Sofort wischt er diesen Mund weg. Als der Dichter seine Hände wäscht, öffnet sich derselbe Mund auf seiner rechten Handfläche. Gebannt blickt der Dichter auf diesen Mund und versucht verzweifelt, diesen Fremdkörper abzuschütteln. Als ihm dies nicht gelingt, fällt er in den Schlaf. Wieder erwacht, geht der Dichter zu einer in seinem Zimmer stehenden, armlosen Statue und presst seine Hand mit dem Mund auf die Lippen der Statue. Daraufhin erwacht der weiße Marmor zum Leben und fordert den Dichter dazu auf, in einen Spiegel zu springen.
Nach diesem Sprung landet er in dem Korridor eines Hotels. Der Dichter lugt durch die Schlüssellöcher einzelner Zimmertüren. Dort erblickt er hintereinander merkwürdige Szenerien: eine politische Exekution in Mexiko, ein Schattenspiel, eine harsche Frau, die ein mit zahlreichen Glöckchen behangenes Kind mit der Knute drangsaliert, woraufhin das Kind dem Betrachter eine lange Nase macht, sowie ein surreales Arrangement mit einem Hermaphroditen, einem Sofa und einer hypnotisierend kreisenden Drehscheibe. Am Ende des Flurganges überreicht eine Hand dem Dichter einen Revolver. Er schießt sich mit der Waffe in den Kopf, wird daraufhin mit dem eines Dichterfürsten würdigen Lorbeerkranz bekrönt, erwacht aber gleich wieder zu neuem Leben und reißt wütend den Kranz herab. Daraufhin läuft er zurück zur Statue und zerschlägt sie mit einem Hammer.
Neue Szenerie: Vor einer weiteren, diesmal sitzenden Statue spielen Kinder und veranstalten eine Schneeballschlacht. Dabei wird diese Statue zerstört. Aus den Resten werden weitere Schneebälle geformt und damit einer der Jungen beworfen. Der fällt daraufhin blutend zu Boden und ist tot. Dieses Arrangement wird Teil einer Theateraufführung, in der der Dichter mit einer Frau Karten spielt. Ein Mann in Rokoko-Aufmachung schaut ihnen aus dem Hintergrund zu. In den Logen nehmen fein gekleidete Herrschaften als Zuschauer Platz. Der Dichter entnimmt der Brusttasche des toten Jungen, dort wo sein Herz ist, eine Herz-Spielkarte, zugleich sein Trumpf. Ein schwarzer Engel steigt die Stufen herab und bedeckt den Leichnam des toten Jungen. Dann verschwindet dieser plötzlich. Auch der schwarze Engel steigt wieder die Stufen empor. Als der Dichter das Spiel verloren sieht, erschießt er sich erneut. Blut sickert aus der Pentagramm-förmigen Wunde an der Schläfe. Das Publikum spendet frenetischen Applaus.
Die Kartenspielerin steht auf, nimmt statueske Züge an und geht fort. Zuletzt steht sie neben einem mit Landkartenfetzen drapierten Stier. Dann mutiert die zur Statue gewordene Frau zu einer Zeichnung und liegt, neben einer Laute und einem Globus drapiert auf dem Boden. Die letzte Szene zeigt, wie der eingangs präsentierte Fabrikschornstein endgültig in sich zusammenstürzt.

## Produktionsnotizen
Das Blut eines Dichters, Jean Cocteaus erster öffentlich gezeigter Spielfilm, wurde 1930 weitgehend stumm gedreht und vermutlich auch im selben Jahr erstmals gezeigt. Die IMDb benennt jedoch den 20. Januar 1932 als Pariser Erstaufführungstermin. In Deutschland wurde der Film nach dem Zweiten Weltkrieg am 18. November 1963 in der ARD erstmals gezeigt.
Cocteaus Mäzen, der ebenso kunstsinnige wie -fördernde Graf de Noailles, steuerte eine Million Francs für die Herstellung des Films bei und wird offiziell als Produzent des Streifens geführt. Die Filmbauten schuf Jean d’Eaubonne, Louis Page assistierte Chefkameramann Georges Périnal.

## Kritiken
Reclams Filmführer schrieb: „Ursprünglich war ein Zeichenfilm geplant; Cocteau schlug dann vor, einen „realen“ Film zu drehen, der „ebenso frei wäre wie ein Zeichenfilm“. Es entstand ein Film voll poetischer Einfälle, skurriler Widersprüche, paradoxer Erfindungen, von dem eine summarische Inhaltsangabe nur einen unzulänglichen Eindruck vermittelt. Cocteau nannte seinen Film „einen realistischen Dokumentarfilm über unwirkliche Ereignisse“. Er betonte das Traumhafte, Unwirkliche, indem er den Film mit den Bildern eines einstürzenden Fabrikschornsteins beginnen und enden lässt, so dass seine „subjektive“ Dauer also auf Bruchteile von Sekunden reduziert wird. Sicher ging es Cocteau hier um die Situation des Dichters, dem seine Berufung (der Mund) wie eine Wunde, wie ein Makel anhaftet, der seine eigene Kindheit für den Erfolg betrügt, dessen Tod vom Publikum beklatscht wird usw. Viele thematische und optische Motive des Films kehren später in Orphée wieder.“
In Kay Wenigers Das große Personenlexikon des Films heißt es „Sein „Das Blut eines Dichters“, in dem weniger der Inhalt als vielmehr die Form im Vordergrund steht, die schwebeleicht zwischen Realität und Surrealität agiert, gilt als Hauptwerk des Surrealismus, in seiner umfassenden Originalität allenfalls mit Luis Buñuels beiden Frühwerken „Ein andalusischer Hund“ und „Das goldene Zeitalter“ vergleichbar.“
Georges Sadoul schrieb: „Anders der Film Le Sang d‘un Poète (Das Blut eines Dichters), in dem Jean Cocteau Einflüssen des Surrealismus unterliegt, ohne dass man den Film, der traditionelle Themen des Autors virtuos behandelt, surrealistisch nennen könnte. Der bis zur Manieriertheit formvollendete, subtile Film  ist voll von Gefühlen der Rührung über Schüler in Pelerinen, der Bewunderung für engelhafte Jünglinge und ephebenhafte Helden, der preziösen Lust am Verlogenen und Künstlichen. Es ist das Werk eines geschickten Amuseurs, der damals mit sich und der Welt zufrieden war. Ein Mäzen, Victomte de Noailles, hatte den Film ebenso wie das nachfolgende Werk von Bunuel, „L'âge d'or“, in Auftrag gegeben.“
Das Lexikon des Internationalen Films befand: „Erste Filmarbeit des französischen Literaten Jean Cocteau, der ebenso virtuos wie spielerisch die poetischen und tricktechnischen Möglichkeiten des Mediums nutzt. Zusammen mit Buñuel „Das Goldene Zeitalter“ und „Ein Andalusischer Hund“ das herausragende Werk der surrealistischen Avantgarde im Frankreich der späten 20er Jahre.“
Jerzy Toeplitz schreibt in seiner Geschichte des Films: „Bis heute gehört dieser Film zum Repertoire von Spezialkinos und Filmclubs. Cocteau beabsichtigte, in seinem ersten fürs Publikum bestimmten Film gegen die Philosophie und Ästhetik der Surrealisten zu polemisieren. Er war der Meinung, dass die Kunst nicht dazu berufen ist, sich an die Welt und die Menschen zu wenden, sondern die eigenen, inneren Konflikte zu lösen. (…) Der Film Das Blut eines Dichters hat keine Fabel; er ist vielmehr ein inneres Abenteuer, eine metaphysische Beobachtung des Autors an sich selbst.“
Für Buchers Enzyklopädie des Films war Das Blut eines Dichters „ein allegorischer Fantasiefilm.“